# Inkwizycja papieska we Włoszech
Inkwizycja papieska we Włoszech działała od jej ustanowienia przez Grzegorza IX w 1232 roku do XVI wieku, gdy w wyniku reform zapoczątkowanych przez papieża Pawła III w latach 1541–1542 została ona przekształcona w inkwizycję rzymską.
Można przyjąć następującą periodyzację dziejów inkwizycji we Włoszech:
- początki inkwizycji we Włoszech, tj. do ustanowienia stałych struktur terytorialnych w 1254 roku,
- okres eliminowania kataryzmu w Italii, trwający do początku XIV wieku (ok. 1310),
- okres dekadencji i stopniowego upadku inkwizycji w XIV wieku do powołania do życia inkwizycji rzymskiej w latach 40. XVI wieku.

Z wyjątkiem pierwszego okresu, dzieje inkwizycji we Włoszech są rozpatrywane oddzielnie w każdej z prowincji ustanowionych w 1254, z tym, że obejmujące wyłącznie terytoria należące do Państwa Kościelnego prowincje Lacjum, Umbria, Romania i Marchia Ankońska są rozpatrywane łącznie.

## Początki inkwizycji we Włoszech (do 1254 roku)

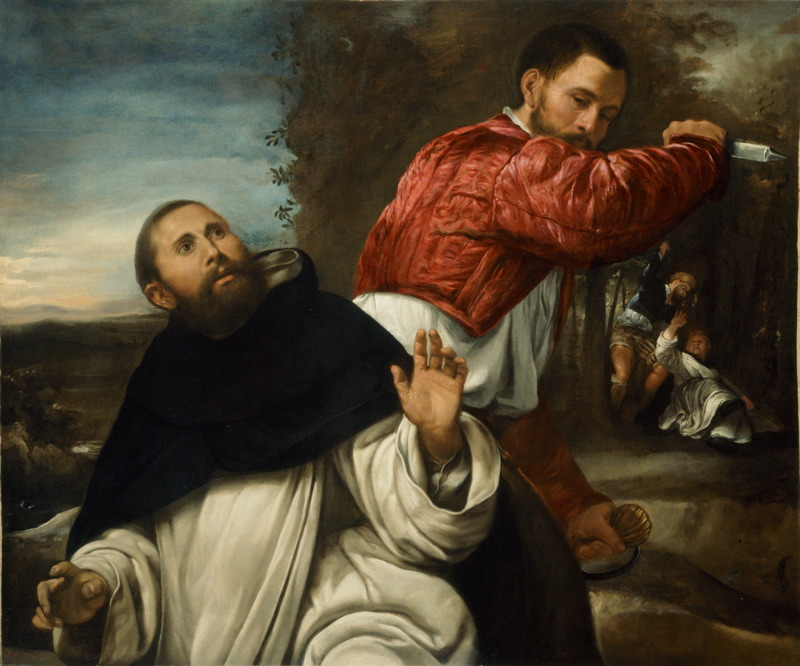
Św. Piotr z Werony, inkwizytor Lombardii, zamordowany w 1252, został patronem inkwizytorów

Włochy były w XII i XIII wieku jednym z głównych ośrodków manichejskiej herezji katarów oraz radykalnego odłamu sekty waldensów, zwanego „ubogimi Lombardczykami”. Rozwojowi ruchów heretyckich sprzyjała sytuacja polityczna kraju, w szczególności faktyczna autonomia miast na północy, którą te utrzymywały dzięki rywalizacji między papiestwem a cesarstwem o dominację w Italii. Procesarskie stronnictwa gibelinów rywalizowały z propapieskimi gwelfami o władzę w poszczególnych miastach i regionach. Heretycy byli w tych okolicznościach naturalnymi sprzymierzeńcami obozu procesarskiego. Głównym ośrodkiem herezji katarskiej była Lombardia, ale w pozostałych częściach Włoch sekta ta także miała swych zwolenników. Wielu północnowłoskich feudałów było protektorami heretyków, najpotężniejszym wśród nich był Ezzelino da Romano z Marchii Trewizańskiej. Także w wielu miastach gibelińskie władze sprzyjały herezji. Jeszcze około 1250 roku szacowano, że warstwa przywódcza sekty we Włoszech liczy około 2500 osób. Z kolei waldensi osiadli głównie w dolinach alpejskich.
Kroki represyjne wobec heretyków włoskich Kościół zaczął podejmować pod koniec XII wieku. W 1199 roku Innocenty III w liście do władz miejskich Viterbo porównał herezję do zbrodni obrazy majestatu i nakazał karanie heretyków konfiskatą dóbr. W 1220, 1224 i 1231 roku cesarz Fryderyk II Hohenstauf wydał dekrety antyheretyckie, wprowadzając karę śmierci przez spalenie na stosie za wyznawanie herezji. W 1224 roku biskupi Brescii, Modeny i Rimini zostali mianowani komisarzami apostolskimi w Lombardii z zadaniem zwalczania wpływów herezji, a w 1228 roku w tym rejonie przebywał legat papieski kardynał Goffredo Castiglioni. Począwszy od 1227 roku papież Grzegorz IX zaczął wyznaczać do misji antyheretyckich we Włoszech dominikanów. Nie byli oni jeszcze inkwizytorami w ścisłym tego słowa znaczeniu i współczesne dokumenty nie tytułują ich w ten sposób, ich zadania polegały na głoszeniu kazań przeciw heretykom i nakłanianiu władz miejskich do wprowadzania ustawodawstwa antyheretyckiego, a tylko sporadycznie występują w związku z postępowaniami sądowymi wobec podejrzanych o herezję. Organizowali także katolickie stowarzyszenia o profilu antyheretyckim.
W 1231 roku senator Rzymu Annibaldo spalił w Rzymie nieznaną liczbę heretyków i wprowadził nowy statut, wzorowany na ustawach cesarskich, ustanawiający dla heretyków karę śmierci na stosie. Statut ten zatwierdził papież Grzegorz IX i nakazał dominikanom doprowadzenie do jego inkorporacji w prawie innych miast w północnych i środkowych Włoszech.
Pierwszym włoskim inkwizytorem został dominikanin Alberyk, mianowany 3 listopada 1232 inkwizytorem Lombardii, była to jednak nominacja odosobniona. Aż do połowy lat 40. XIII wieku nic nie wiadomo o działalności inkwizycyjnej dominikanów, rozumianej jako przeprowadzanie postępowań sądowych przeciwko heretykom, choć w niektórych miastach inspirowali oni prześladowania podejmowane przez władze miejskie lub biskupów. Dopiero w latach 1243–1245 w Toskanii procesy przeciwko heretykom przeprowadził Ruggiero Calcagni, oficjalnie tytułowany w dokumentach jako papieski inkwizytor, który nieco wcześniej (w 1239 roku) bez powodzenia próbował zorganizować represje wobec katarów w Orvieto. Następnie papież Innocenty IV mianował inkwizytorami Lombardii Giovanniego Schio da Vicenza (w 1247 roku) oraz Piotra z Werony i Bibiana z Bergamo (w 1251 roku), a Wincentego z Mediolanu i Jana z Vercelli inkwizytorami Wenecji (w 1251 roku).
Zabójstwo Piotra z Werony w okolicach Como w 1252 roku stało się impulsem do nadania włoskiej inkwizycji bardziej zorganizowanej formy. W bulli Ad extirpanda z 15 maja 1252 papież zobowiązał władze świeckie w całej Italii do współpracy z inkwizytorami w zwalczaniu herezji. Tego samego dnia w bulli Cum tibi nadał prowincjałowi lombardzkiemu dominikanów prawo mianowania i odwoływania inkwizytorów w swojej prowincji zakonnej. Dwa lata później w bulli Cum super inquisitione (2 czerwca 1254) Innocenty IV podzielił Włochy na osiem prowincji inkwizytorskich: Lombardię, Marchię Trewizańską, Toskanię, Romanię, Marchię Ankońską, Umbrię, Lacjum i Królestwo Sycylii. Lombardia i Królestwo Sycylii zostały powierzone dominikanom, natomiast pozostałe sześć franciszkanom. Prawo mianowania i odwoływania inkwizytorów w tych prowincjach uzyskali miejscowi prowincjałowie danego zakonu, a także ich przełożeni generalni. Od tego momentu inkwizycja we Włoszech nabrała stałego charakteru.

## Okres 1254-ok. 1310

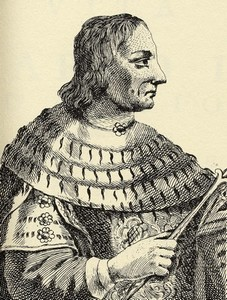
Zwycięstwo Karola II d’Anjou nad obozem gibelińskim ułatwiło działalność włoskim inkwizytorom

### Lombardia
Prowincja inkwizytorska Lombardia obejmowała obszar od Bolonii i Ferrary aż do Marchii Genueńskiej i Piemontu. Na mocy bulli z 29 maja 1254 miało w niej działać czterech inkwizytorów, jednak już w 1256 roku papież Aleksander IV polecił dominikańskiemu prowincjałowi zwiększenie ich liczby do ośmiu. Najbardziej znany spośród nich jest Raniero Sacconi, były katar, uczeń Piotra z Werony, który napisał traktat przeciwko katarom, będący jednym z najcenniejszych i najbardziej wiarygodnych źródeł wiedzy o tej sekcie.
Pomimo licznej obecności heretyków o działalności inkwizycji w trzynastowiecznej Lombardii wiadomo bardzo niewiele z uwagi na skromny zasób zachowanej dokumentacji. Prawdopodobnie do końca lat 60. akcję antyheretycką na większą skalę blokowali gibelińscy możnowładcy, w tym cesarski wikariusz Lombardii Uberto Pallavicini. W 1259 roku w wyniku zamieszek inkwizytor Raniero Sacconi został wygnany z Mediolanu. Jednym z jego nielicznych sukcesów w tym okresie było zmuszenie do uległości mediolańskiego szlachcica Roberto da Giussano, pana zamku Gatta, w 1254 roku. Nawet ostateczne pokonanie Hohenstaufów przez Karola d’Anjou w 1268 roku i śmierć Uberto Pallavicino w 1269 roku, choć ułatwiły inkwizycji działanie, nie oznaczały końca oporu ze strony heretyków. W 1277 roku inkwizytor Pagano da Lecco został zamordowany w Valtellinie (diecezja Como), a w 1279 roku w Parmie, po spaleniu dwóch kobiet doszło do rozruchów, w wyniku których dominikanie zostali wygnani z miasta na kilka lat. Ostatecznie jednak pod koniec XIII wieku w niemal całej Lombardii inkwizytorzy zdołali wyeliminować wpływy kataryzmu. Do ostatniej większej serii procesów doszło w Bolonii w latach 1291–1299.
Pod koniec XIII wieku, w związku z zanikiem kataryzmu, inkwizytorzy Lombardii zaczęli kierować swą uwagę w kierunku innych ruchów heretyckich. W 1260 roku niejaki Gerardo Segarelli założył apokaliptyczną sektę zwaną braćmi apostolskimi lub apostolikami. Została ona potępiona w 1285 roku i dziewięć lat później doszło do pierwszych procesów w Parmie. Sam Segarelli został spalony w 1300 roku w Parmie i jego następcą został Dulcyn. Stanął on na czele rewolty w północno-zachodniej Lombardii, stłumionej przez krucjatę w 1307 roku. Lokalne znaczenie miała niewielka mediolańska sekta czcicieli zmarłej w 1281 roku mistyczki Guglielmy da Milano, rozbita przez inkwizycję w 1300 roku.
W 1303 roku doszło do podziału dominikańskiej prowincji Lombardia na Lombardię Górną (zachodnią) i Lombardię Dolną (wschodnią). Formalnie nie przełożyło się to na podział lombardzkiej prowincji inkwizytorskiej, niemniej papież Benedykt XI w 1304 roku zarządził, że liczba inkwizytorów w tej prowincji ma wzrosnąć z ośmiu do dziesięciu, przy czym siedmiu będzie wyznaczał prowincjał Lombardii Górnej, a trzech prowincjał Lombardii Dolnej, każdy na terenie swojej prowincji zakonnej.

### Marchia Trewizańska
Prowincja inkwizytorska Marchia Trewizańska obejmowała obszar patriarchatu Akwilei (łącznie z południowym Tyrolem) i na zachód sięgała aż do jeziora Garda. Do 1259 roku represje przeciw heretykom w tym rejonie były blokowane przez gibelińskiego możnowładcę Ezzelino da Romano, sojusznika Uberto Pallavicino, ale po jego śmierci w 1259 roku sytuacja zmieniła się na korzyść inkwizycji. Od 1254 roku sprawowanie urzędu inkwizycji w tej prowincji spoczywało w rękach franciszkanów, najwyraźniej jednak nie od razu przejęli to zadanie. W Vicenzy jeszcze w 1260 główną rolę w zwalczaniu miejscowych heretyków odgrywał biskup Bartłomiej z Vicenzy. Znane są imiona 25 franciszkańskich inkwizytorów działających w tej prowincji między 1262 a 1308 rokiem. Ich największym sukcesem było doprowadzenie do upadku Sirmione, jednego z ostatnich centrów kataryzmu we Włoszech. W 1276 roku ekspedycja zbrojna schwytała około 170 członków warstwy przywódczej sekty, z czego wielu dwa lata później (13 lutego 1278) spalono na stosie w Weronie.
Od 1289 roku jurysdykcja inkwizytorów Marchii Trewizańskiej została rozciągnięta na Republikę Wenecką, choć władzom Republiki udało się ograniczyć ich samodzielność poprzez narzucenie asysty trzech świeckich urzędników (tre Savi dell’eresia).
Na początku XIV wieku franciszkańscy inkwizytorzy w Vicenzy i Padwie zostali oskarżeni o nadużycia finansowe. W wyniku przeprowadzonego dochodzenia papież Bonifacy VIII w 1302 roku zadecydował o przekazaniu tych dwóch okręgów dominikanom. Od tej pory okręgi Padwy i Vicenzy, mimo że pozostały w granicach prowincji Marchii Trewizańskiej, podlegały dominikańskiemu prowincjałowi Lombardii Dolnej. Dominikańscy inkwizytorzy w Padwie w pierwszej dekadzie XIV wieku przeprowadzili liczne procesy przeciwko zwolennikom Segarelliego i Dulcyna.

### Toskania
Innocenty IV przydzielił Toskanię franciszkanom i upoważnił ich prowincjała do mianowania w tej prowincji dwóch inkwizytorów. Od około 1275 roku przynajmniej jeden z inkwizytorów rezydował na stałe we Florencji, podczas gdy drugi inkwizytor nie miał na stałe ustalonej siedziby (Prato, Piza, Arezzo, Fucecchio lub Siena). Między 1258 a 1311 rokiem znanych jest 21 franciszkańskich inkwizytorów, w tym 7 działających we Florencji. Wielkim sukcesem zakończyło się śledztwo przeprowadzone w 1282 roku przez inkwizytora Florencji Salomone da Lucca; wielu członków warstwy przywódczej sekty katarów ujawniło się wówczas i podporządkowało Kościołowi. W 1286 roku papież Honoriusz IV ogłosił amnestię dla wszystkich heretyków w Toskanii, którzy w określonym terminie się ujawnią. Mieli wówczas otrzymać jedynie prywatną pokutę, bez żadnych konsekwencji dla ich praw publicznych czy majątkowych. Ci, którzy do tej pory zostali dotknięci takimi konsekwencjami, zostali od nich zwolnieni. Przypuszczalnie dzięki tym środkom doszło do ostatecznego wykorzenienia herezji katarskiej w Toskanii, gdyż w 1289 roku papież Mikołaj IV nie wymienił jej wśród regionów Włoch zarażonych herezją i wymagających działalności inkwizycji.
W 1285 roku jurysdykcję inkwizytorów Toskanii rozszerzono na Sardynię.

### Państwo Kościelne
Państwo Kościelne zostało podzielone na cztery prowincje inkwizytorskie: Lacjum, Umbrię, Romanię i Marchię Ankony, przy czym wszystkie zostały przydzielone franciszkanom. W Lacjum od początku miało działać dwóch inkwizytorów, w pozostałych trzech prowincjach początkowo po jednym, ale od 1258 roku w Umbrii i Marchii Ankony, a od 1259 roku w Romanii także działało po dwóch inkwizytorów. Najważniejszym odnotowanym epizodem walki z herezją w tych prowincjach było śledztwo przeprowadzone w Orvieto przez inkwizytorów Benvenuto da Orvieto i Bartolomeo da Amelia w latach 1268/69. Najdłużej ośrodkami herezji pozostawały Viterbo oraz posiadłości Castro Siriani koło Anagni, które złamały dopiero ekspedycje zbrojne za pontyfikatu Mikołaja III (lata 1277–1280).

### Królestwo Sycylii
Pomimo że Królestwo Sycylii formalnie już w 1254 roku zostało objęte jurysdykcją inkwizycyjną dominikanów, dopiero pokonanie i egzekucja Konradyna Hohenstaufa i objęcie władzy przez Karola d’Anjou w 1268 roku umożliwiło faktycznie wprowadzenie inkwizycji na południu Italii. W latach 1269–1271 mianowano w królestwie pięciu inkwizytorów, w tym czterech dominikanów i jednego franciszkanina, co oznacza, że podział półwyspu między zakony nie był ściśle przestrzegany. Skąpo zachowana dokumentacja wskazuje na intensywną działalność inkwizycji w ciągu pierwszych kilku lat, ale równocześnie na jej całkowitą zależność od pomocy króla i jego urzędników, m.in. inkwizytorzy nie dysponowali własnymi więzieniami. Karol II organizował zresztą prześladowania heretyków na własną rękę, bez oglądania się na władze kościelne (np. w Abruzji w latach 1269/70).
Słabość organizacyjna neapolitańskiej inkwizycji spowodowała, że nie podjęła ona skutecznych działań, gdy na przełomie XIII i XIV wieku do Kalabrii i Apulii zaczęli emigrować waldensi.
W 1310 roku inkwizytorzy na Sycylii i w Brindisi uczestniczyli w przesłuchaniach templariuszy.

## Okres ok. 1310–1542

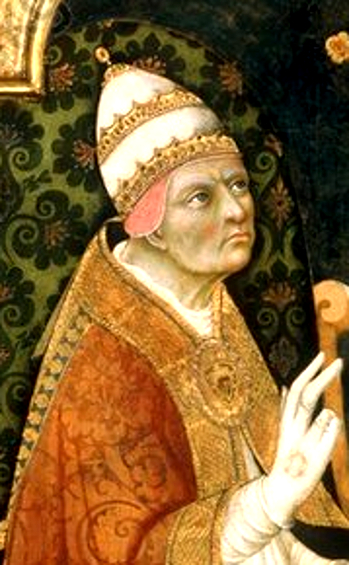
Papież Kalikst III w 1458 potwierdził obowiązywanie bulli Ad extirpanda z 1252

### Lombardia
W Lombardii po rozbiciu sekt katarów ok. 1300 roku i apostolików w 1307 roku jedyną herezją mającą większą liczbę wyznawców był waldyzm. Waldensi zamieszkiwali głównie doliny piemonckie i to ten rejon był głównym ośrodkiem działalności inkwizycji w XIV i XV wieku. Do procesów waldensów w Piemoncie dochodziło w latach 1312-14, 1335, 1373, 1387-88, 1395, ok. 1416/17, ok. 1440 i 1509-10, jednak na dłuższą metę nie były one zbyt skuteczne. Co więcej, waldensi nie wahali się podejmować akcji odwetowych i kilku inkwizytorów piemonckich zostało przez nich zabitych. Generalnie w drugiej połowie XV wieku lokalne władze świeckie i kościelne przyjęły politykę faktycznej tolerancji wobec waldensów, warunkowaną jedynie płaceniem przez nich dziesięcin, uczestnictwem w katolickich obrzędach i nie wyznawaniem swych poglądów publicznie.
Pomimo znaczącego spadku aktywności XIV i początek XV wieku to okres formowania się w Lombardii stałych, ściśle rozgraniczonych okręgów inkwizytorskich. Około 1474 była podzielona na jedenaście okręgów:
- w Lombardii Górnej: Genua, Savigliano, Asti z Turynem, Vercelli z Como i Novarą, Mediolan, Pawia z Piacenzą i Cremoną, Brescia wraz z Bergamo, Alessandria z Tortoną
- w Lombardii Dolnej: Bolonia, Ferrara, Parma.

Zmniejszona aktywność inkwizycji spowodowała, że w niektórych regionach prawa dotyczące postępowania z heretykami i przywileje inkwizycji poszły w zapomnienie, co wkrótce doprowadziło do konfliktów inkwizytorów z władzami świeckimi (np. w połowie XV wieku w Brescii). W lipcu 1458 roku papież Kalikst III w reakcji na coraz częściej powtarzające się odmowy współpracy z inkwizytorami ze strony władz świeckich potwierdził obowiązywanie bull Ad extirpanda z 1252 roku. Rok później wśród lombardzkich dominikanów została formalnie utworzona Kongregacja Lombardzka, reprezentująca zreformowaną (tzw. obserwancką) gałąź zakonu. Od tego czasu obsada trybunałów inkwizycyjnych przez blisko sto lat była przedmiotem rywalizacji między dominikanami z gałęzi obserwanckiej i konwentualnej. Ubocznym efektem tej rywalizacji było zwiększanie liczby inkwizytorów w tej prowincji i tworzenie dodatkowych okręgów inkwizytorskich. W 1515 roku było aż 18 takich okręgów.
Odnowienie dawnych przywilejów i zwiększanie liczby inkwizytorów nie wiązało się z jakimś generalnym zwiększeniem aktywności lombardzkiej inkwizycji jako takiej. Wielu inkwizytorów traktowało swoją funkcję jedynie jako prestiżowe wyróżnienie i nawet nie zawsze rezydowali na podległym sobie obszarze, np. Giovanni Rafanelli, inkwizytor Ferrary w latach 1481–1514, od 1503 roku rezydował na stałe w Rzymie, gdzie sprawował funkcję Mistrza Świętego Pałacu. Jednakże w niektórych okręgach (Piemont, diecezje Brescia i Como) okres od ok. 1460 do ok. 1525 roku charakteryzuje się zauważalnym wzrostem liczby procesów o czary, przy czym cechą charakterystyczną tych procesów jest bardzo wysoki odsetek wyroków śmierci. Przynajmniej kilku lombardzkich inkwizytorów wniosło znaczący wkład w propagowanie idei polowań na czarownice i realności czarów, np. Bernardo Rategno da Como czy Silvestro Mazzolini da Prierio byli autorami poczytnych traktatów na temat czarostwa. Według niektórych inkwizytorów czary były zbrodnią szczególną, którą, odmiennie niż w przypadku „zwykłych” herezji, należy karać śmiercią niezależnie od postawy sprawcy. Do ok. 1525 roku w prowincji lombardzkiej inkwizytorzy wysłali na stos co najmniej kilkaset domniemanych czarownic. W zwalczanie czarownic zaangażowali się także niektórzy biskupi (np. Paolo Zane z Brescii). Bardziej sceptyczne były w tej kwestii władze świeckie, szczególnie w Republice Weneckiej, gdzie niekiedy inkwizytorzy spotykali się z odmową wykonania wydanych przez nich wyroków (np. w 1486 roku w Brescii).
Na wystąpienie Marcina Lutra i reformację władze kościelne, w tym inkwizycja, zareagowały z dużym opóźnieniem. Dopiero w 1528 roku papież Klemens VII w liście do inkwizytora Brescii zwrócił uwagę na konieczność przeciwdziałania przenikaniu idei Lutra do Włoch. Reorganizacja przeprowadzona w 1531 roku w znacznej mierze położyła kres sporom frakcyjnym wśród lombardzkich dominikanów. Dotychczasowa obserwancka Kongregacja Lombardzka utworzyła regularną Prowincję Obojga Lombardii, natomiast obie dotychczasowe, konwentualne prowincje zostały zredukowane do statusu wikariatów. Funkcje inkwizytorskie w Lombardii sprawowali odtąd niemal wyłącznie obserwanci; jedynie dominikanie z wikariatu św. Piotra Męczennika (dawna prowincja Lombardia Górna) nadal sprawowali funkcje inkwizytorskie, ale tylko w kilku mniej znaczących okręgach, podczas gdy wikariat św. Dominika (dawna Lombardia Dolna) został całkowicie wykluczony ze sprawowania tych funkcji.

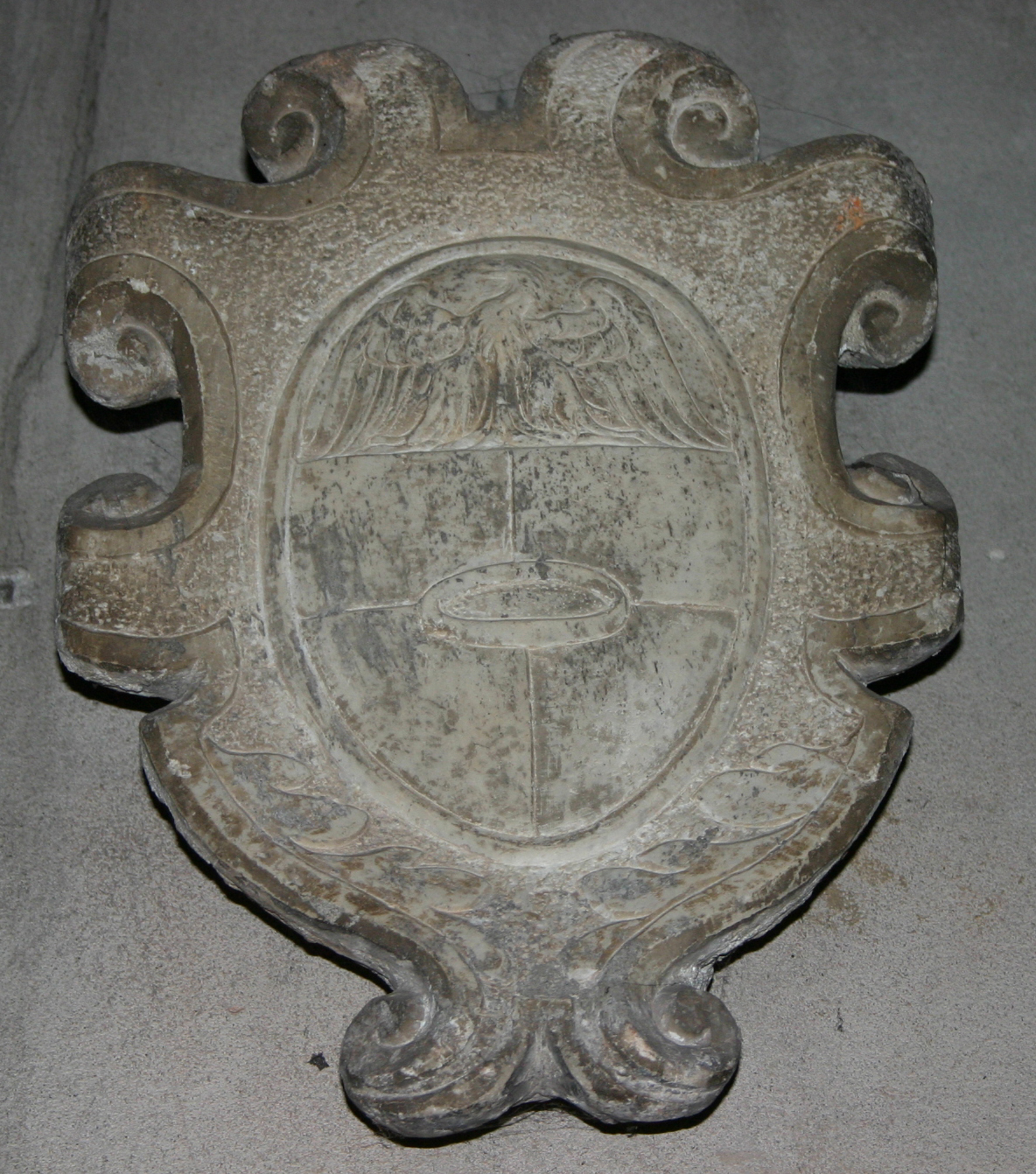
Kartusz herbowy Melchiorre Crivelliego, dominikańskiego inkwizytora Mediolanu w latach 1521–53

Około roku 1542 w prowincji lombardzkiej funkcjonowało prawdopodobnie 19 trybunałów inkwizycyjnych:
- Trybunały obsadzone przez obserwancką prowincję Obojga Lombardii:
  - Bolonia – inkwizytor Stefano Foscarari OP
  - Ferrara – inkwizytor Tommaso Maria Beccadelli OP
  - Mantua – inkwizytor Tommaso da Seiano OP
  - Parma – inkwizytor Tommaso dalla Negra da Vicenza OP
  - Piacenza – inkwizytor Vincenzo Villa da Piacenza OP
  - Brescia – inkwizytor Pietro Martire Sangervasi OP
  - Bergamo – inkwizytor Domenico Adelasio OP
  - Como – inkwizytor Francesco Casanova OP
  - Pawia – inkwizytor Sante da Mantova OP
  - Casale Monferrato – inkwizytor Sebastiano Pastorelli OP
  - Genua – inkwizytor Stefano Usodimare OP
- trybunały obsadzane przez konwentualny wikariat św. Piotra Męczennika (dawną Lombardię Górną)
  - Mediolan – inkwizytor Melchiorre Crivelli OP
  - Novara – inkwizytor Bernardino Crivelli OP
  - Alessandria – inkwizytor Tommaso Lunati OP (?)
  - Tortona – inkwizytor Pietro Martire de Braghieri OP (?)
  - Vercelli – inkwizytor Giacomo Barilli OP
  - Asti – inkwizytor Teobaldo OP (?)
  - Turyn – inkwizytor Girolamo Rachia OP
  - Savigliano – inkwizytor Girolamo da Mondovì OP

### Marchia Trewizańska
W Marchii Trewizańskiej, podobnie jak w Lombardii, po wytępieniu katarów nie było żadnych liczniejszych ruchów heretyckich. Sporadycznie zdarzały się procesy franciszkańskich fraticellich, a w XV i XVI wieku także procesy o czary. Choć prowincja generalnie podlegała franciszkanom, okręgi Padwa i Vicenza od 1302 roku aż do 1477 roku były w rękach dominikanów. W obecnym stanie badań trudno powiedzieć, czy była ona podzielona na stałe okręgi (tak jak Lombardia). W początkach XVI wieku inkwizytorzy przeważnie rezydowali w Wenecji lub Weronie.

### Toskania
W czternastowiecznej Toskanii odnotowano kilka znaczących procesów przeciwko nekromantom i heretyckim fraticellim, jednak najbardziej znany epizod z dziejów inkwizycji w tym okresie dotyczy nadużyć finansowych inkwizytora Piero di Aquila w latach 1344-1346. W rezultacie tego skandalu wykształciła się praktyka powoływania inkwizytora Florencji przez władze kościelne w porozumieniu z władzami miasta i spośród jego obywateli.
W drugiej połowie XV wieku w Sienie odnotowano kilka procesów o czary przed trybunałem inkwizycyjnym, poza tym jednak trudno cokolwiek powiedzieć o działalności toskańskich inkwizytorów w XV i na początku XVI wieku. Inkwizytor Florencji nie brał żadnego udziału w procesach fraticellich w 1424 ani w procesie Savonaroli w 1498, oba przeprowadzili sędziowie delegowani specjalnie przez papieża.
W prowincji tej działało dwóch lub trzech inkwizytorów. W obecnym stanie badań trudno powiedzieć, czy była ona podzielona na stałe okręgi (tak jak Lombardia). Głównymi siedzibami inkwizytorów były Florencja i Siena.

### Państwo Kościelne

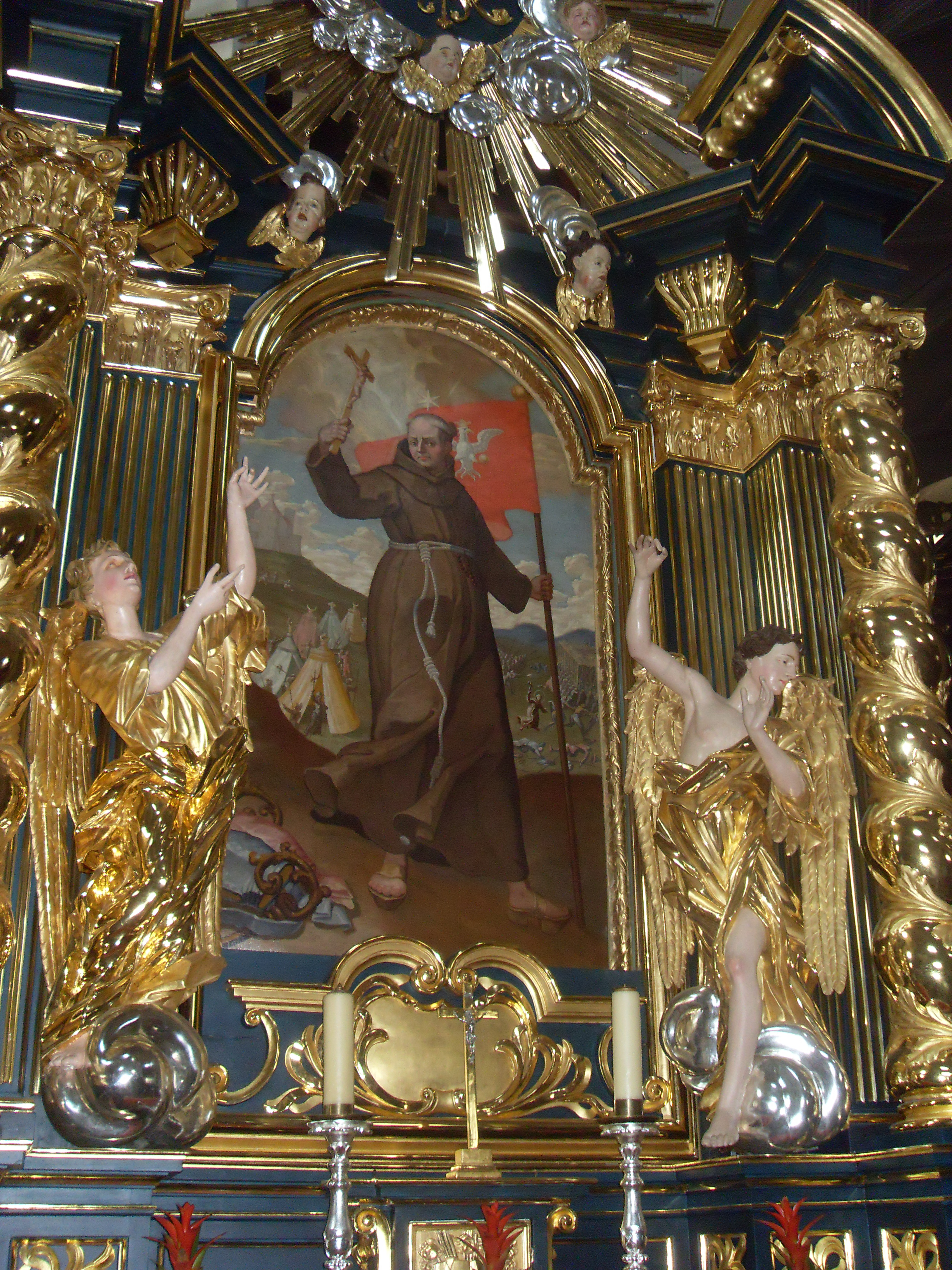
Św. Jan Kapistran, inkwizytor generalny w zakonie franciszkanów

Franciszkańska inkwizycja w Lacjum, Umbrii, Marche i Romanii w okresie Renesansu praktycznie całkowicie zanikła. Znane katalogi inkwizytorów w tych prowincjach, jakkolwiek niekompletne, urywają się na początku XVI wieku. Na tym obszarze odnotowano wprawdzie kilka akcji inkwizycyjnych, ale za każdym razem przeprowadzali je specjalnie w tym celu delegowani sędziowie. W Marchii Ankońskiej w XIV wieku stosunkowo silną pozycję zyskał dysydencki odłam zakonu franciszkanów (fraticelli), jednakże walka z tym ruchem została podjęta dopiero przez specjalnie delegowanego w tym celu w 1426 przez Marcina V inkwizytora Jana Kapistrana, a nie przez inkwizytorów mianowanych przez prowincjałów zakonnych. Decydujący dla rozbicia ruchu był przeprowadzony przez Jana Kapistrana proces w Fabriano w 1449 gdzie kilkunastu fraticellich spalono na stosie, wielu innych ukarano w inny sposób a ich domy skonfiskowano na rzecz franciszkańskich obserwantów. Także proces fraticellich w Rzymie w 1466–67 został przeprowadzony nie przez inkwizytorów, lecz specjalnie powołaną komisję pięciu biskupów. Z kolei w 1498 dochodzenie w sprawie żydowskich konwertytów przybyłych do Rzymu z Hiszpanii przeprowadził dominikanin Paolo Moneglia.
Nie ma pewności, czy w pierwszej połowie XVI wieku władze zakonu franciszkańskiego regularnie wyznaczały inkwizytorów w tych prowincjach. Znane katalogi franciszkańskich inkwizytorów w tych prowincjach, sporządzone w XVIII wieku, nie wymieniają prawie żadnych inkwizytorów dla tego okresu. Jedynie w Romanii da się udokumentować ciągłość urzędu inkwizytorskiego w pierwszej połowie XVI wieku (w latach 40. inkwizytorem był tam Roberto da Rimini). Bulle papieża Piusa V z lat 1567–1569, przekazujące te prowincje dominikanom, wyraźnie mówią o zaniedbaniu przez franciszkanów obowiązków inkwizytorskich.

### Królestwo Sycylii
Na południu Italii inkwizytorzy byli regularnie wyznaczani, ale utrzymująca się ich całkowita zależność od pomocy władz świeckich powodowała, że ich aktywność utrzymywała się na niskim poziomie i dotyczyła głównie przypadków fałszywych nawróceń żydów na chrześcijaństwo oraz fraticellich. Sytuacji tej nie zmieniło nawet odnowienie i rozszerzenie dawnych przywilejów cesarza Fryderyka II w 1477 roku. Żyjące w Kalabrii i Apulii społeczności waldensów nie były w żaden sposób niepokojone przez władze kościelne ani świeckie.
Na wyspie Sycylii (należącej do Hiszpanii) w 1487 roku papieską inkwizycję zastąpiono trybunałem Hiszpańskiej Inkwizycji. Podobne próby w królestwie Neapolu król Hiszpanii Ferdynand II Katolicki podejmował w latach 1504–1510, a następnie Karol V Habsburg w 1547 roku, jednak za każdym razem opór miejscowych był tak silny, że ostatecznie Hiszpania zrezygnowała z wprowadzenia swojego modelu tej instytucji w Neapolu.
W 1553 roku królestwo Neapolu zostało objęte jurysdykcją Inkwizycji Rzymskiej. W Neapolu utworzono urząd komisarza Świętego Oficjum, który miał zwalczać herezję we współpracy z miejscowym episkopatem.

### Korsyka i Sardynia
Sardynia w 1285 została podporządkowana inkwizytorom Toskanii, ale pod naciskiem władającego wyspą króla Aragonii Alfonsa IV w 1329 papież Jan XXII zniósł tę zależność. Z XIV i XV wieku zachowało się bardzo niewiele wzmianek o obecności inkwizytorów na Sardynii. Nominacje inkwizytorskie na pewno miały miejsce w 1382 i 1452. Po roku 1492 wyspa została objęta jurysdykcją inkwizycji hiszpańskiej.
Równie rzadkie są wzmianki o obecności inkwizycji na Korsyce, która w XIV wieku stała azylem dla niewielkich grup heretyckich z kontynentu (katarów i fraticellich). W latach 1340, 1369 i 1397 byli tam wysyłani inkwizytorzy z zakonu franciszkańskiego. Kolejna wzmianka pochodzi dopiero z roku 1500, dominikanin Dionigi da Genova został mianowany inkwizytorem Korsyki przez władze swojego zakonu. Niestety, nic wiadomo na temat działalności tych zakonników.

## Inkwizycja rzymska
Utworzenie przez papieża Pawła III Świętej Kongregacji Kardynalskiej Rzymskiej i Powszechnej Inkwizycji w lipcu 1542 roku było przełomowym momentem w historii inkwizycji we Włoszech. W krótkim czasie Kongregacja przejęła pełną kontrolę nad działalnością dotychczasowych trybunałów papieskiej inkwizycji we Włoszech. Dalsze dzieje inkwizycji we Włoszech to dzieje tzw. inkwizycji rzymskiej.

## Statystyki wyroków i egzekucji

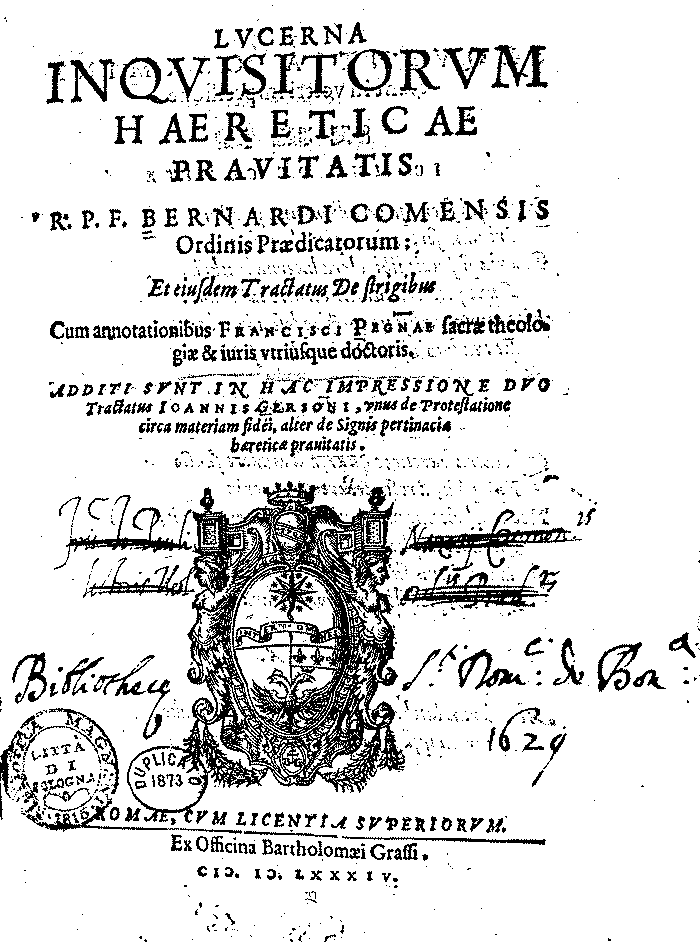
Strona tytułowa rzymskiego wydania (z 1584 r.) podręcznika dla inkwizytorów Lucerna Inquisitorum Haereticae Pravitatis autorstwa Bernardo Rategno da Como OP, inkwizytora diecezji Como w latach 1505–12.

Ustalenie liczby ofiar inkwizycji w średniowiecznych Włoszech nie jest możliwe ze względu na skąpe zasoby archiwalne jakie po niej pozostały. Znaczna część dokumentacji uległa zaplanowanemu zniszczeniu pod koniec XVIII wieku, gdy oświeceniowe rządy rozwiązywały trybunały inkwizycyjne działające jeszcze wówczas na Półwyspie Apenińskim. Do czasów współczesnych przetrwały jedynie archiwa trybunału w Bolonii z dokumentacją procesową z lat 1291–1310 i 1387–1392 oraz wikariatu w Modenie z dokumentacją procesową z lat 1329–1382 i od 1495. Oprócz tego zachowała się jeszcze dokumentacja z dochodzeń prowadzonych w diecezji turyńskiej w latach 1335, 1373, 1387/88 i 1395, w Toskanii przez inkwizytora Ruggiero Calcagni w latach 1244/45 oraz w Orvieto przez inkwizytorów Benvenuto da Orvieto i Bartolomeo da Amelia w latach 1268/69, a także akta wielu pojedynczych procesów z innych miejsc oraz kolekcja dokumentów dotycząca głównie konfiskat i sprzedaży majątków heretyków znajdująca się w Tajnym Archiwum Watykańskim (Collectoriae). W tym stanie rzeczy wszelkie próby przedstawienia rozmiarów działalności inkwizycji i skali egzekucji heretyków muszą w dużej mierze opierać się nie na materiałach procesowych, lecz na źródłach zewnętrznych, często niezbyt precyzyjnych, takich jak np. kroniki i w związku z tym obarczone są dużym ryzykiem błędu.
Na podstawie powyższych, skromnych zasobów materiałów procesowych wiadomo, że w Modenie (będącej subdystryktem podległym trybunałowi w Ferrarze) w latach 1495–1541 zainicjowanych zostały łącznie 60 postępowań, jednak nie wszystkie skończyły się wyrokami skazującymi i nikogo nie skazano na śmierć. We wcześniejszym okresie (1329–1382) udokumentowanych jest zaledwie 30 postępowań. W Orvieto w latach 1268/69 zapadło 85 wyroków; spośród żyjących nikogo nie skazano na śmierć, nakazano jednak ekshumację i spalenie ciał 18 zmarłych heretyków. W diecezji turyńskiej, według niepełnych danych, między 1312 a 1395 rokiem spalono 22 osoby, a 191 skazano na kary pokutne. Dokumenty z Collectoriae dotyczące prowincji inkwizytorskiej Marchii Trewizańskiej zawierają informacje o 143 procesach w latach 1260 do 1308, z czego 36 zakończyło się egzekucjami. Do tego należy jednak doliczyć jeszcze masową egzekucję heretyków z Sirmione w 1278 roku, gdzie spalono prawdopodobnie ponad 100 (być może nawet ok. 200) katarów. W Bolonii w latach 1291–1299 spalono trzy osoby i zwłoki jednej zmarłej heretyczki spośród 363 sądzonych, z tym, że aż 343 podejrzanych stanęło przed inkwizytorami nie z powodu podejrzeń o herezję, lecz ze względu na uczestnictwo w tumulcie przeciwko inkwizycji w maju 1299. W Tajnym Archiwum Watykańskim znajduje się też katalog zasobów archiwalnych trybunału we Florencji z 1334 roku, z którego wynika, że rejestry wyroków z lat 1275–1315 zajmowały aż siedem tomów akt. Na tej podstawie Andrea Del Col ocenił, że inkwizycja florencka musiała wydać w tym czasie co najmniej około pięciuset wyroków różnego rodzaju (średnio ponad dziesięć na rok). Z akt postępowania prowadzonego przez Kurię przeciwko inkwizytorowi Florencji Piero di Aquila wiadomo, że w całym okresie swego urzędowania (1344–1346) wydał 82 wyroki skazujące, w tym tylko jeden wyrok śmierci, podczas gdy pozostałe to niemal wyłącznie kary pieniężne.
Egzekucje heretyków często przyciągały uwagę kronikarzy, których zapiski w dużym stopniu pozwalają uzupełnić luki wynikające z braku oryginalnej dokumentacji procesowej. Dodatkowych informacji dostarczają takie źródła jak listy, zapiski w archiwach miejskich itp. Na tej podstawie da się sporządzić, zapewne dalece niekompletną, listę egzekucji zarządzonych przez papieskich inkwizytorów we Włoszech do 1542 roku. Tabela ta uwzględnia tylko te egzekucje, gdzie zachowane źródła wskazują (choćby w przybliżeniu) liczbę straconych:

### Lista egzekucji
| Data          | Miejsce                                 | Prowincja inkwizytorska | Liczba straconych | Uwagi |
| ------------- | --------------------------------------- | ----------------------- | ----------------- | --- |
| 1244          | Prato                                   | –                       | 1                 | Meliorata spalona jako katarska „doskonała” przez inkwizytora Toskanii Ruggiero Calcagni OP |
| 1244          | Piza                                    | –                       | 2                 | Maffeo i Martello skazani na stos jako katarzy przez inkwizytora Toskanii Ruggiero Calcagni OP |
| 1244          | Florencja                               | –                       | 5                 | Giovanni, Benvenuta, Allegrancia, Defendim i Andrea skazani na stos jako katarzy przez inkwizytora Toskanii Ruggiero Calcagni OP |
| 1245          | Florencja                               | –                       | 3                 | Andrea de Ugolino, Albano de Martinello i Bona, skazani na stos jako katarzy przez inkwizytora Toskanii Ruggiero Calcagni OP |
| 1254          | Bolonia                                 | –                       | 4                 | Amodeo da Cremona, Guido da Parma, Martino da Brescia, Martino da Portonovo spaleni jako heretycy z wyroku inkwizytora Aldobrandino da Reggio OP |
| ok. 1260      | Pawia                                   | Lombardia               | 1                 | Katarski biskup Viviano Bogolo z Vicenzy |
| 1265          | Ferrara                                 | Lombardia               | 1                 | Katar Martino da Capitello spalony przez inkwizytora Aldovrandino da Reggio OP |
| 1266          | Piacenza                                | Lombardia               | 28                | Katarzy |
| 1269          | Werona                                  | Marchia Trewizańska     | 1                 | Spera, dama dworu markizów d’Este spalona jako wyznawczyni herezji katarskiej przez inkwizytora Bartolomeo de Corradino OFM |
| 1270          | Benewent                                | Królestwo Sycylii       | 3                 | Katarzy spaleni przez inkwizytora Matteo di Castellamare OP |
| 1272          | Padwa                                   | Marchia Trewizańska     | 2                 | Dwie kobiety spalone prawdopodobnie za wyznawanie herezji katarskiej |
| 1278          | Werona                                  | Marchia Trewizańska     | 100–200           | Katarscy „doskonali” schwytani w 1276 w Sirmione i skazani przez inkwizytora Filippo Bonacolsiego OFM. Źródła nie są zgodne co do liczby straconych, podają liczby w przedziale między 100 a 200 |
| 1279          | Parma                                   | Lombardia               | 2                 | Dwie kobiety spalone za kataryzm przez inkwizytora Florio da Vicenza OP |
| 1293          | Cassine k. Asti                         | Lombardia               | 1                 | Lucio spalony jako heretyk przez inkwizytora Tommaso di Gorzano da Asti OP |
| 1294          | Cremona                                 | Lombardia               | 5                 | Heretycy spaleni na podstawie wyroków inkwizytorów Lanfranco di Bergamo OP i Giovanniego da Cremona OP |
| 1295          | Pawia                                   | Lombardia               | 1                 | Waldens Pietro da Martinengo, spalony przez inkwizytora Lanfranco da Bergamo OP |
| ok. 1296–1298 | Bolonia                                 | Lombardia               | 1                 | Dolcebona, matka Bompietro, wyznawczyni kataryzmu, skazana na stos przez inkwizytora Guido Cappello da Vicenza OP |
| 1297          | Bolonia                                 | Lombardia               | 1                 | Katar Bonigrino |
| 1298          | Pawia                                   | Lombardia               | 1                 | Benvenuta spalona jako heretyczka przez inkwizytora Lanfranco da Bergamo OP |
| 1299          | Bolonia                                 | Lombardia               | 2                 | Katarzy Giuliano Salimbene i Bompietro di Giovanni |
| ok. 1300      | Werona                                  | Marchia Trewizańska     | 1                 | Heretyk Ugolino da Reggio, spalony przez inkwizytora Bonisegna da Trento OFM |
| 1300          | Parma                                   | Lombardia               | 1                 | Gerard Segarelli, przywódca „apostolików”, spalony przez inkwizytora Manfredo da Parma OP |
| 1300          | Mediolan                                | Lombardia               | 3                 | Giacoma dei Bassani da Nova, Maifreda da Pirovano i Andrea Saramita spaleni jako czciciele Guglielmy da Milano (zm. 1281) przez inkwizytorów Guido da Cocconato OP i Rainerio da Pirovano OP |
| 1300          | Novara                                  | Lombardia               | 1                 | Heretyk |
| 1302–08       | Padwa                                   | Marchia Trewizańska     | 22                | „Apostolicy” spaleni przez dominikańskich inkwizytorów Padwy |
| 1303          | Bolonia                                 | Lombardia               | 1                 | Zaccaria di Sant’Agata spalony za przynależność do „sekty apostolików” |
| 1304          | Bolonia                                 | Lombardia               | 1                 | Pietro dal Pra spalony za przynależność do „sekty apostolików” |
| 1305          | Bolonia                                 | Lombardia               | 1                 | Rolandino de Ollis spalony za przynależność do „sekty apostolików” |
| 1307          | Vercelli                                | Lombardia               | 6                 | Dulcyn i co najmniej pięciu jego zwolenników (m.in. Margherita Bonisegna i Longino da Bergamo) |
| 1307          | Bolonia                                 | Lombardia               | 1                 | Bartolomea da Savigno, spalona jako zwolenniczka Dulcyna |
| 1308          | Bolonia                                 | Lombardia               | 1                 | Giovanni Gerardini, członek „sekty apostolików” |
| 1312–95       | Diecezja turyńska                       | Lombardia               | 22                | Waldensi spaleni przez dominikańskich inkwizytorów |
| 1313          | Ferrara                                 | Lombardia               | 1                 | Skazaniec pochodzenia żydowskiego, dokładne zarzuty wobec niego nie są znane |
| 1317          | Bergamo                                 | Lombardia               | 12                | Uczestnicy próby podpalenia siedziby inkwizytora Giovanniego Fontany OP |
| 1327          | Florencja                               | Toskania                | 1                 | Nekromanta Cecco d’Ascoli |
| ok. 1318–34   | Neapol                                  | Królestwo Sycylii       | 2                 | Begini Peire Fabre OFM i Cathalanus de Barcelona OFM; dokładne daty egzekucji nieznane |
| 1337          | Wenecja                                 | Marchia Trewizańska     | 1                 | Fraticello Francesco da Pistoia OFM |
| 1344          | Ascoli                                  | Marchia Ankony          | 1                 | Domenico Savi, spalony za wyznawanie „herezji wolnego ducha” |
| 1344          | Florencja                               | Toskania                | 1                 | Castellana spalona przez inkwizytora Florencji Piero di Aquila OFM |
| 1368          | Viterbo                                 | Lacjum                  | 9                 | Fraticelli |
| 1384          | Florencja                               | Toskania                | 1                 | Nekromanta Niccolò Consigli |
| 1385          | Mediolan                                | Lombardia               | 1                 | Gaspare Grassi da Valenza spalony jako nekromanta |
| 1390          | Mediolan                                | Lombardia               | 2                 | Sibillia Zanni i Pierina de' Bugatis spalone jako wyznawczynie pogańskiej bogini Diany przez inkwizytora Mediolanu Beltramino da Cernuscullo OP |
| 1403          | Caprie                                  | Lombardia               | 1                 | Waldens Giovanni Sensi spalony przez inkwizytora Giovanniego di Susa OP |
| 1409          | Piza                                    | Toskania                | 1                 | Bluźnierca Andreani spalony podczas obrad Soboru w Pizie |
| 1421          | Siena                                   | Toskania                | 1                 | Francesco Porcari spalony jako heretyk |
| ok. 1426      | Rzym                                    | Lacjum                  | 1                 | Finicella spalona jako czarownica przez Mikołaja z Rzymu OFM, inkwizytora Lacjum |
| 1438          | Morbegno                                | Lombardia               | 1                 | Czarownica spalona przez Cristoforo da Luino OP, wikariusza inkwizytora Vercelli |
| ok. 1440      | Cuneo                                   | Lombardia               | 22                | Waldensi spaleni przez Bertrando di Pietro OP, wikariusza inkwizytora Savigliano, Ludovico da Soncino OP |
| 1449          | Fabriano                                | Marchia Ankony          | 12                | Fraticelli spaleni przez inkwizytora generalnego Jana Kapistrana OFM |
| 1454          | Brescia                                 | Lombardia               | 2                 | Czarownice spalone przez inkwizytora Brescii Giacomo de Petri OP |
| 1455          | Foligno                                 | Umbria                  | 1                 | Czarownica |
| 1455          | Sannazzaro de' Burgondi                 | Lombardia               | 1                 | Margherita da Pennolo spalona jako czarownica przez inkwizytora Pawii Paolo Folpertiego OP |
| 1460          | Teglio                                  | Lombardia               | 1                 | Czarownica spalona przez inkwizytora Brescii Giacomo de Petri OP |
| ok. 1460–82   | Diecezje Como, Vercelli, Novara i Ivrea | Lombardia               | ok. 300 (?)       | Czarownice spalone przez inkwizytora Vercelli Niccolò Constantiniego OP. Liczba straconych niepewna, potwierdzone jest jedynie spalenie Giovanny Monduro w Miagliano w 1471 oraz egzekucja trzech kobiet w Como między 1480 a 1482 |
| 1463          | Casteggio                               | Lombardia               | 1                 | Beatrice del Ponzo spalona jako czarownica przez inkwizytora Pawii Paolo Folpertiego OP |
| 1464          | Varzi k. Pawii                          | Lombardia               | 17–25             | Czarownice spalone przez inkwizytora Pawii Paolo Folpertiego OP, dokładna liczba spalonych niepewna |
| 1468          | Bolonia                                 | Lombardia               | 1                 | Giovanni Faelli, zakonnik serwicki, spalony za nekromancję i demonolatrię przez inkwizytora Bolonii Simone da Novara OP |
| 1469          | Cuneo                                   | Lombardia               | 2                 | Caterina Caleria oraz Margherita, spalone jako heretyczki |
| 1471          | Monza                                   | Lombardia               | 1                 | Ruggiera spalona jako czarownica przez inkwizytora Mediolanu Filippo Meinari OP |
| 1471          | Cuneo                                   | Lombardia               | 1                 | Giorgio Morelli, spalony prawdopodobnie jako waldens |
| 1471          | Turyn                                   | Lombardia               | 1                 | Waldens |
| 1472          | Forno-Rivara                            | Lombardia               | 3                 | Czarownice spalone przez Francesco Chiabaudiego, wikariusza inkwizytora Asti Michele Valentiego OP |
| 1474          | Mediolan                                | Lombardia               | 1                 | Mnich Rolando spalony jako czarownik przez inkwizytora Mediolanu Pietro da Cairate OP |
| 1474          | Levona                                  | Lombardia               | 2                 | Czarownice spalone przez Francesco Chiabaudiego, wikariusza inkwizytora Asti Michele Valentiego OP. Ogółem skazane zostały cztery czarownice, ale dwie uciekły |
| 1477          | Cuneo                                   | Lombardia               | 4                 | Angelina Mazza, Antonia Nanda, Antonina i Audisia spalone jako czarownice przez Biagio Berrę OP, wiceinkwizytora dla diecezji Mondovi |
| 1479          | Pawia                                   | Lombardia               | 1                 | Margherita da Belcredo spalona jako czarownica przez inkwizytora Pawii Giovanniego Domenico da Cremona OP |
| 1480          | Brescia                                 | Lombardia               | 1                 | Stefano da Bellano spalony jako czarownik przez inkwizytora Brescii Antonio Pezzotelliego OP |
| 1481          | Bolonia                                 | Lombardia               | 1                 | Giorgio di Monferrato spalony jako heretyk przez inkwizytora Bolonii Bartolomeo Commazio OP |
| 1482          | Villafranca Piemonte                    | Lombardia               | 3                 | Antonia Rippayre, Antonia Molza i Maria Melica spalone jako czarownice z wyroku Antonio Boscato OP, wikariusza inkwizytora Savigliano Aimone Taparelliego OP |
| 1483          | Como                                    | Lombardia               | 1                 | Kobieta z Moltrasio spalona za herezję przez inkwizytora Vercelli Lorenzo Soleriego OP |
| 1483–84       | Bormio                                  | Lombardia               | 15                | Czarownice i jeden żyd spaleni przez wikariuszy inkwizytora Vercelli Lorenzo Soleriego OP |
| 1485          | Bormio                                  | Lombardia               | 5–41              | Czarownice spalone przez inkwizytora Vercelli Lorenzo Soleriego OP i jego wikariuszy. Według Heinricha Kramera (1486/87) spalonych zostało aż 41 osób, jednak zachowana dokumentacja potwierdza tylko 5 egzekucji |
| 1485          | Peveragno                               | Lombardia               | 9                 | Osiem kobiet i mężczyzna skazani na śmierć za czarostwo przez inkwizytora Mondovi Biagio Berrę OP |
| 1487          | Lezzeno                                 | Lombardia               | 3                 | Czarownice spalone przez Girolamo Rusconiego, wikariusza inkwizytora Vercelli Lorenzo Soleriego OP |
| 1489          | Peveragno                               | Lombardia               | 15–17             | Kobiety spalone jako czarownice przez inkwizytora Mondovi Biagio Berrę OP. Los dwóch oskarżonych jest niepewny |
| 1489          | Pawia                                   | Lombardia               | 1                 | Antonina la Lupa skazana na śmierć i spalona jako czarownica przez inkwizytora Giovanniego Antonio Savarezziego |
| 1492          | Pawia                                   | Lombardia               | 1                 | Castelina di Zinasco skazana na śmierć i spalona jako czarownica przez inkwizytora Giovanniego Antonio Savarezziego |
| 1493–94       | Carignano                               | Lombardia               | 4                 | Cztery kobiety (Domenica de Giorgis, Michela Rocca, Enrichetta Cominata i Margherita Rubatosa) spalone jako czarownice przez inkwizytora Turynu Antonio Ghislandiego OP |
| 1495          | Rifreddo k. Saluzzo                     | Lombardia               | 9                 | Dziewięć kobiet (Caterina Bianchetta, Caterina Bonivarda, Caterina Borella, Giovanetta Cometta, Giovannina Giordana, Margherita Giordana, Giovanna Motossa, Giovanna della Santa i Romea dei Sobrani) spalonych jako czarownice przez inkwizytora Savigliano Vito Beggiamiego OP                                                                |
| 1498          | Bolonia                                 | Lombardia               | 1                 | Gentile Cimitri spalona za czary i satanizm przez inkwizytora Bolonii Giovanniego Cagnazzo OP |
| 1499          | Brescia                                 | Lombardia               | 2                 | Dwaj księża Martino i Ermanno spaleni za czary i satanizm przez inkwizytora Brescii Angelo Faellę OP. Ogółem skazanych zostało trzech księży, ale jeden, Donato, uciekł z więzienia |
| 1502–1503     | Piacenza                                | Lombardia               | 5                 | Czarownice spalone przez inkwizytora Piacenzy Giorgio Cacatossiciego OP |
| 1505          | Cavriana k. Mantui                      | Lombardia               | 1                 | Czarownica spalona przez wikariusza inkwizytora Mantui Domenico Pirriego OP |
| 1506          | Benewent                                | Królestwo Sycylii       | 3                 | Czarownice spalone przez inkwizytora generalnego królestwa Neapolu Barnabę Capograsso OP |
| 1507          | Mantua                                  | Lombardia               | 2                 | Dwie kobiety spalone przez inkwizytora Mantui Domenico Pirriego OP, w tym co najmniej jedna z nich jako czarownica |
| 1509          | Bolonia                                 | Lombardia               | 1                 | Kobieta spalona za czary i satanizm przez inkwizytora Bolonii Giovanniego Cagnazzo OP |
| 1510          | Paesana k. Saluzzo                      | Lombardia               | 5                 | Waldensi (m.in. Genet Iulian, Gienet Maria i Balangier Lanfre) spaleni przez inkwizytora Saluzzo Angelo Rizzardiniego OP. Pięcioro innych skazanych na śmierć nie zostało straconych, gdyż uciekli z więzienia |
| 1510          | Parma                                   | Lombardia               | 1                 | Lucia Cacciarda spalona jako czarownica przez inkwizytora Parmy Antonio da Casale OP |
| 1513          | Peveragno                               | Lombardia               | 9                 | Czarownice spalone przez inkwizytora Mondovi Biagio Berrę OP |
| ok. 1513–19   | Diecezja Como                           | Lombardia               | >300 (?)          | Czarownice spalone przez kolejnych inkwizytorów Como i ich wikariuszy: Antonio da Casale OP (1512-15) i Agostino Maggio da Pavia OP (1516-20). Liczba straconych niepewna, zachowane relacje są niepełne i częściowo sprzeczne |
| 1515          | Mediolan                                | Lombardia               | 1                 | Giovannina spalona jako czarownica przez inkwizytora Mediolanu Graziadio Crottiego OP |
| 1518          | Brescia                                 | Lombardia               | 1                 | Benvenuta Pincinello, czarownica spalona przez Lorenzo Maggiego OP, wikariusza inkwizytora Brescii Girolamo da Lodi OP |
| 1519          | Mediolan                                | Lombardia               | 1                 | Simona Ostera di Porta Comasina spalona jako czarownica przez inkwizytora Mediolanu i Pawii Gioacchino Beccarię OP |
| 1519          | Sune k. Novary                          | Lombardia               | 10                | Czarownice spalone przez inkwizytora Novary Domenico Viscontiego OP i jego wikariusza Bernardino Crivelliego OP |
| 1520          | Cassano d’Adda                          | Lombardia               | 3                 | Czarownice spalone przez inkwizytora Mediolanu i Pawii Gioacchino Beccarię OP |
| 1520          | Monza                                   | Lombardia               | 1                 | Giacomo Seregno spalony jako czarownik przez wikariusza inkwizytora Mediolanu i Pawii Gioacchino Beccarii OP |
| 1520          | Venegono Superiore                      | Lombardia               | 6                 | Maddalena Ravizina, Giovannina di Bernardo Vanoni, Mainetta, Elisabetta Oleari, Caterina Fornasari i Tognina del Cilla spalone jako czarownice przez Battistę da Pavia OP i Michele di Aragona OP, wikariuszy inkwizytora Mediolanu i Pawii Gioacchino Beccarii OP (siódma, Margherita Fornasari, zmarła w czasie procesu i spalono jej zwłoki) |
| 1520          | Castellania                             | Lombardia               | 3                 | Bianca Capretti, Maria Pugassi i Battistina di Cuquello spalone jako czarownice przez inkwizytora Tortony Pietro Martire da Braghieri OP |
| 1522          | Stazzano                                | Lombardia               | 3                 | Agnesa, Melina i Maria spalone jako czarownice, prawdopodobnie przez inkwizytora Tortony Pietro Martire da Braghieri OP |
| 1522          | Peveragno                               | Lombardia               | 3                 | Waldensi spaleni przez Cristoforo Gallianiego OP, wikariusza inkwizytora Savigliano Pietro Sereni da Savigliano |
| 1522–23       | Księstwo Mirandola                      | Lombardia               | 10                | Trzy kobiety i siedmiu mężczyzn spalonych jako czarownice i czarownicy przez inkwizytora Parmy Girolamo Armelliniego OP |
| 1523          | Sondrio                                 | Lombardia               | 7                 | Czarownice spalone przez inkwizytora Como Modesto Scrofę OP i jego wikariusza Bernardo da Como OP |
| 1531          | Bolonia                                 | Lombardia               | 1                 | Marta da Budrio spalona jako czarownica przez inkwizytora Bolonii Stefano Foscarariego OP |
| 1539          | Reggio Emilia                           | Lombardia               | 1                 | Agnesina Zeldona spalona jako czarownica-recydywistka przez inkwizytora Parmy Angelo da Faenza |
| 1542          | Bergamo                                 | Lombardia               | 1                 | Heretyk skazany na śmierć przez inkwizytora Bergamo Domenico Adelasio OP |

Razem daje to około 1100–1200 udokumentowanych źródłowo egzekucji. Nie jest jednak znana, choćby w przybliżeniu, liczba straconych heretyków np. w Cremonie w 1266, w Mantui ok. 1290 czy w diecezji Vercelli ok. 1536-38, a w wielu przypadkach (np. w Sondrio i okręgu Como w 1523) wskazywany bilans może być niekompletny. Trudno też ocenić wiarygodność niektórych informacji kronikarskich, np. jeden z roczników z Brescii wspomina o spaleniu 60 czarownic w wioskach Edolo i Pisogne w Valcamonica w 1510, jednak zwięzły opis tych prześladowań sugeruje, że mogła tu zajść omyłka chronologiczna i notatka ta faktycznie odnosi się do kierowanych przez inkwizycję biskupią procesów z 1518. Ponadto rezultat wielu procesów o czary na przełomie XV i XVI wieku pozostaje nieznany (np. proces w 1497 w Verzuolo, procesy w 1506 w Valchiavenna i Ponte in Valtellina), jednak biorąc pod uwagę przebieg innych podobnych procesów w tym czasie, prawdopodobnie w wielu z nich zapadły wyroki śmierci. Wolfgang Behringer ocenia, że w wyniku renesansowych polowań na czarownice w Lombardii mogło zostać spalonych około dwóch tysięcy osób. Należy też mieć na uwadze, że bardzo niewiele danych zachowało się odnośnie do działalności inkwizytorów włoskich w XIII wieku, a więc w okresie szczególnie intensywnej walki z herezją katarów. Jest więc pewne, że powyższy bilans jest znacznie zaniżony, ale precyzyjne szacunki w oparciu o istniejący materiał źródłowy nie są możliwe.
Powyższe zestawienie nie obejmuje też wyroków śmierci wydanych przeciwko heretykom przez sądy biskupie. W 1260 biskup Vicenzy Bartłomiej doprowadził do spalenia dziesięciu katarów (w tym dwóch heretyckich diakonów). Z kolei w 1518 w Valcamonica sędziowie delegowani przez biskupa Brescii Paolo Zane spalili około 70 domniemanych czarownic.